# Laetacara
Genre
Laetacara est un genre de poissons de la famille des Cichlidae.

## Liste des espèces
Selon FishBase (25 janvier 2017) :
- Laetacara araguaiae Ottoni et Costa, 2009
- Laetacara curviceps (Ahl, 1923)
- Laetacara dorsigera (Heckel, 1840)
- Laetacara flamannellus Ottoni, Bragança, Amorim et Gama, 2012
- Laetacara flavilabris (Cope, 1870)
- Laetacara fulvipinnis Staeck et Schindler, 2007
- Laetacara thayeri (Steindachner, 1875)